# さえき北都
さえき 北都（ - ほくと、4月14日 - ）は、日本の原画家、イラストレーター。札幌市在住。女性。有限会社アフェス内の開発チーム無月庭所属。

## 人物
陵辱作品が多い。同人活動は「SIDE EFFECTS」というサークルで深海志帆と共同で行っている。
一般の会社に就職するも、思い直しCGの専門学校に入学。CG下請け会社でアルバイトしながら通っていたところ原画の仕事を持ちかけられアルバイトから原画家に抜擢され、アーカムプロダクツの『ぼくのむしかご』でデビュー。

## 担当作品

### ゲーム原画
アーカムプロダクツ
- ぼくのむしかご
- 蟲籠【壱】蛇淫の復讐歌
- 蟲籠【弐】淫欲の聖少女
- 蟲籠【参】淫獄の地下室
- 蟲籠 コンプリート・ボックス
- オレ様ティーチャー 〜復讐教師のwebカウンセリング〜
- 奪還機構ラヴネイティア
- GOL 〜奪還〜 FILE.1 凌辱!美麗秘書を救出せよ!
- GOL 〜奪還〜 FILE.2 美少女バイオリニスト淫蝕の旋律
- 家族交感シリーズ

エウシュリー
- 空帝戦騎〜黄昏に沈む楔〜（サブ）

ブルーゲイル
- ツグナヒ2 〜もうひとりの奈々〜
- えろすまっしゅ!

ディーオー
- 妖獣戦記 A.D.2048 〜真・説・序・章〜
- 続妖獣戦記 〜真説・砂塵の黙示録〜

Nomad
- 外道勇者(一部)
- 超外道勇者(一部)

Portion
- オリオンハート 淫辱のスク水セーラー戦士

BaseSon
- 恋姫†無双 〜ドキッ☆乙女だらけの三国志演義〜(一部)
- 真・恋姫†無双 〜乙女繚乱☆三国志演義〜(一部)
- 真・恋姫†無双 〜萌将伝〜(一部)
- 戦国†恋姫EX弐〜鬼の国、越前編〜(一部)
- 真・恋姫†英雄譚外伝 -白月の灯火-[4]

EROTICA BLACK
- 近衛騎士ラティス

SkyFish
- 鋼炎のソレイユ -ChaosRegion-(一部)
- 九十九の奏〜欠け月の夜想曲〜
- ガーディアン☆プレイス 〜ドエスの妹と3人の嫁〜（一部）

Cabbit
- 翠の海 -midori no umi-(一部)
- 鍵を隠したカゴのトリ

暁WORKS
- るいは智を呼ぶ
- るいは智を呼ぶファンディスク -明日のむこうに視える風-
- コミュ - 黒い竜と優しい王国 -
- ‘&’ - 空の向こうで咲きますように -
- ハロー・レディ!

アトリエさくら Team.NTR
- エンジェルゲーム

### イラスト
- ツングリ! -本当はツンデレなグリム童話-靴履き猫
- オリオンハート 淫辱のスク水セーラー戦士
- オリオンハート2 淫辱のスク水セーラー戦士
- PG14 パラグラフ・フォーティーン

ジャケットイラスト
- るいは智を呼ぶ ORIGINAL SOUND TRACK
- るいは智を呼ぶ Music Collection -明日のむこうに視える風-
- るいは智を呼ぶ ドラマCD -眠れぬ森のいばら姫-
- 真･恋姫†無双 キャラクターソングCD Vol.4 袁術×張勲
- コミュ - 黒い竜と優しい王国 - ORIGINAL SOUND TRACK
- Sing Song Swing- Angel Note BEST COLLECTION V -
- 真・恋姫†無双 第5巻 初回限定特装版
- Barbarossa
- Barbarian On The Groove Works Collection 2nd
- ‘&’ - 空の向こうで咲きますように - 幻の堀出夏祭り
- ハロー・レディ! ORIGINAL SOUND TRACK

### その他
2009年以前は、2010年以降はを参照のこと。